# 瓜拉雷區
瓜拉雷區（西班牙語：Distrito de Guararé），是巴拿馬的一個行政區，位於該國中南部，由洛斯桑托斯省負責管轄，始建於1864年，面積215.6平方公里，2010年人口10,381，人口密度每平方公里48.15人。